# 22 Aquilae
22 Aquilae, som är stjärnans Flamsteed-beteckning, är en ensam stjärna belägen i den mellersta delen av stjärnbilden Örnen. Den har en skenbar magnitud på ca 5,59 och är svagt synlig för blotta ögat där ljusföroreningar ej förekommer. Baserat på parallax enligt Gaia Data Release 2 på ca 4,7 mas, beräknas den befinna sig på ett avstånd på ca 690 ljusår (ca 211 parsek) från solen. Den rör sig närmare solen med en heliocentrisk radialhastighet av ca -23 km/s.

## Egenskaper
22 Aquilae är en blå till vit stjärna i huvudserien av spektralklass A1 V. Den har en massa som är ca 2,9 solmassor, en radie som är ca 5,5 solradier och utsänder ca 160 gånger mera energi än solen från dess fotosfär vid en effektiv temperatur av ca 8 500 K.